# Порт Лабел (Флорида)
Порт Лабел (енгл. Port LaBelle) насељено је место без административног статуса у америчкој савезној држави Флорида.

## Демографија
По попису из 2010. године број становника је 3.530, што је 480 (15,7%) становника више него 2000. године.
| Група             | 2000.         | 2010.         |
| Белци             | 1.298 (42,6%) | 1.260 (35,7%) |
| Афроамериканци    | 325 (10,7%)   | 338 (9,6%)    |
| Азијати           | 20 (0,7%)     | 24 (0,7%)     |
| Хиспаноамериканци | 1.351 (44,3%) | 1.885 (53,4%) |
| Укупно            | 3.050         | 3.530         |